# 4.ª Divisão SS Polizei
A 4ª Divisão SS Polizei foi uma das 38 divisões que faziam parte da Waffen-SS durante a Segunda Guerra Mundial.
Essa divisão foi formada em 1939 como parte da Polícia das SS, e foi transferida para a Waffen-SS em 1942. Após uma variedade de discussões e reuniões foi eventualmente optimizada para uma divisão de blindados granadeiros, a 4ª Divisão SS de Blindados Granadeiros. Foi derrotada pelos americanos no fim da guerra.